# یواس‌اس جیکوب بل (۱۸۴۲)
یواس‌اس جیکوب بل (۱۸۴۲) (به انگلیسی: USS Jacob Bell (1842)) یک کشتی بود که طول آن ۱۴۱ فوت ۳ اینچ (۴۳٫۰۵ متر) بود. این کشتی در سال ۱۸۴۲ ساخته شد.